# Лайнер (кораб)
Ла́йнер (на английски: liner) – плавателен съд (кораб), като правило, пътнически, който извършва рейсове за доставка на товари или пътници от порта на тръгване до порта на назначение по предварително обявено разписание („стои на линия“, осъществява морска комуникация между два порта). Често думата „лайнер“ (или „авиолайнер“) се използва и за големите пътнически самолети. Още лайнери могат да се наричат и междуградските автобуси.
Лайнерите противостоят на трамповете („скитници“, на английски: tramp) – съдове, които плават между различните портове без разписание, в зависимост от наличие на партия товари, а също и круизните съдове за морски пътешествия.
Лайнерът се различава от круизния съд по форма и здравина на корпуса, по-добрите мореходни качества, повишената мощност на двигателите и по-високата скорост. На лайнерите трябва да има по-вместителни отделения за превоз на багаж, а също и специални отсеци за превоз на домашни животни (на английски: kennel).
В противоположност на фериботите, преодоляващи относително къси дистанции, лайнерите на търговския и пътническия флот плават на съществено по-дълги морски разстояния, често дори между континентите. Преди началото на междуконтиненталната въздушна коминикация лайнерите или съдовете на линия предоставят на частните лица най-бързата и най-безопасна възможност за преодоляване на океаните (на английски: ocean liner) и са незаменими за транспорта през океаните. В съвременното корабоплаване в подобен режим най-често се използват контейнеровозите – специализирани съдове, предназначени за превоз на контейнери. Съответно, обслужваните от тях линии обикновено се наричат „сървиси“.
Може би най-знаменитата и престижна линия в историята е била линията между Саутхамптън и Ню Йорк, която се обслужва от множество от знаменитите лайнери, такива като RMS Queen Elizabeth, RMS Queen Mary, RMS Titanic или SS United States.